# III Szczep Harcerski „Słowianie” im. Zawiszy Czarnego
III Szczep Harcerski „Słowianie” im. Zawiszy Czarnego – jeden z najstarszych szczepów harcerskich w północno-zachodniej Polsce. Związany ze Szkołą Podstawową nr 1 im. Marynarki Wojennej RP w Świnoujściu. Od 1946 do 1988 tylko w organizacji ZHP. Od 1988 do 1996 w dwóch organizacjach, oraz od 1996 do 2008 roku tylko w ZHP. Od 1988 do 1996 oraz od 2008 roku należy do ZHR.
Szczep Słowianie jest spadkobiercą i kontynuatorem Świnoujskiego Koła ŚZŻAK.

## Pochodzenie
Za początek działalności drużyn harcerzy i harcerek można uznać powstanie grupy dziewcząt pracującej w Szkole Powszechnej nr 1 pod przewodnictwem Czesławy Kupsiówny, która miała za sobą doświadczenie działalności w konspiracyjnej drużynie harcerskiej w obozie koncentracyjnym. Pierwotnie szczep jako środowisko harcerskie związany był z budynkiem szkoły działającej w przedwojennej niemieckiej szkole przy ulicy Narutowicza w Świnoujściu, początkowo środowisko tworzyła męska drużyna, żeńska oraz zuchowa, następnie poprzez powstanie szczepu z inicjatywy szkoły wywodzi się dziś całe środowisko harcerskie „Słowian”. Mimo prób zatracenia spójności pochodzenia i ciągłości do jej utrzymania przyczyniła się działalność szkoły, obecność w jej budynku oraz tradycja i dorobek przekazywana przez kolejnych wodzów środowiska.

## Kalendarium
- 1946 – Powstaje I Męska Drużyna Harcerska im. Zawiszy Czarnego. Pierwsza drużyna w Świnoujściu przy Szkole Podstawowej nr 1 w Świnoujściu[5]
- 1947 – Powstaje pierwsza Drużyna Harcerek im. Marii Konopnickiej, całe środowisko otrzymuje pierwszy sztandar
- 1948 – Powstaje pierwsza gromada zuchowa
- 1950 – likwidacja tradycyjnych drużyn harcerstwo przejmuje szkoła w ramach organizacji OH ZMP, całe środowisko otrzymuje II sztandar
- 1960 – Odradzają się drużyny męska, żeńska i gromada zuchowa, powstaje szczep
- 1964 – szczep zostaje przyjęty do ZHP i zostaje mu nadany numer III
- 1965 – szczep otrzymuje imię gen. Aleksandra Zawadzkiego oraz III sztandar
- 1974 – Szczep przyjmuje nazwę Słowianie
- 1978-12-16 - na tradycyjnym święcie szczepu środowisko osiąga największy stan liczbowy "W tym czasie harcerski lub zuchowy mundur nosiło 430 dziewcząt i chłopców, tworząc 10 drużyn harcerskich i 12 zuchowych"[5]
- 1981 – powstaje krąg KIHAM drużyny szczepu wracają to tradycyjnego działania i wyglądu
- 1983 – drużyny przechodzą do ZHR
- 1996 – ze szczepu pozostaje tylko jeden zastęp
- 2000 – powstaje drużyna Patria
- 2007 – Odradza się szczep
- 2009 – szczep otrzymuje nowy IV sztandar wraz z imieniem pierwszej drużyny Zawiszy Czarnego oraz wraca do ZHR[6]

## Nazwa
Nazwa „Słowianie” datuje się od maja 1974 roku.